# Бабалаво

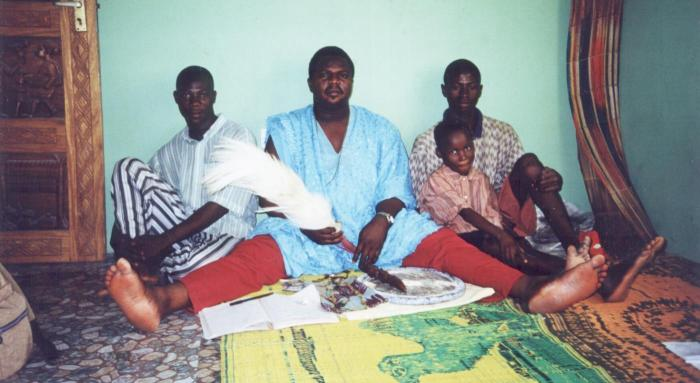
Группа бабалаво.

Бабалаво (йоруба bàbáláwo отец тайн) — у нигерийского народа йоруба общее название служителей культа, шаманов и народных целителей.
Данный термин охватывает совершенно различных в плане деятельности людей, от оракулов-прорицателей ифа и священнослужителей до специалистов по лекарственным растениям, которые не привязаны в своей деятельности к определённому культу. Отрицательное отношение к колдунам, занимающимся заклинаниями, появлялось только в 1980-е годы в связи со второй волной христианизации в Африке. У народа игбо соответствующий термин имеет название дибия.
Термином «бабалаво» называют также священников божества Ориша (божество культа кандомбле) в Бразилии, а также священников йоруба на Кубе.